# 簡單顯示管理器
简单显示管理器（英語：Simple Desktop Display Manager，縮寫爲SDDM）是为X Window系统和Wayland提供的一个显示管理器。SDDM使用C++11编写，并可使用QML编写主题。
SDDM是自由及开放源代码软件，依据GNU通用公共许可证的条款发布。

## 相關事件
2013年，Fedora KDE成员决定在Fedora 21中将SDDM用于默认的显示管理器。
SDDM也被用於Hawaii （页面存档备份，存于）的默認圖形登錄界面。
KDE在Plasma 5中选择SDDM作为KDE显示管理器的替代。
LXQt开发组建议使用SDDM作为默认显示管理器。